# Нэмэгэт (река)
Нэмэгэт (также Немегт, Нэмэгэту) — древняя река позднемелового периода, протекавшая по дну современной Нэмэгэтской котловины около 65 млн лет назад. Получила известность благодаря тому, что в её водах некогда погибло большое количество динозавров, скелеты которых сохранились в её аллювии до наших дней. Древнее русло этой некогда полноводной реки в её дельтовой части достигает ширины в несколько десятков километров и врезается в красноцветные озёрные отложения, представляющие собой красные песчаные обрывы, расположенные ниже костеносного слоя. 
Наибольшее число остатков динозавров было обнаружено в центральной части впадины, которое соответствовало древнему фарватеру  русла, где мощное течение реки концентрировало трупы динозавров. Примечательно, что в русле реки оказались перемешаны остатки самых разнообразных видов зауропод, утконосых и хищных динозавров, которые обитали в разных природных биотопах. В бассейне реки расположено три главных «кладбища» динозавров — собственно Нэмэгэту в её дельтовой части, а также Алтан-Ула и Цаган-Ула выше по течению, которое в конце 1940-х годов было исследовано советскими учёными во главе с Ефремовым. 
Древние наносы реки в настоящее время активно эродируются ветром, входят в состав местных песчаных бурь. Однако именно ветровая эрозия позволяет обнажить останки динозавров.